# Кот в мешке (фильм, 2002)
«Кот в мешке» (англ. Buying the Cow) — американская комедия режиссёра Уолта Беккера 2002 года о том, как из числа окружающих тебя кандидаток выбрать одну-единственную, чтобы отдать руку и сердце.

В главных ролях — известные голливудские звёзды Джерри О’Коннелл, Бриджитт Уилсон и Райан Рейнольдс.

## Сюжет
Главный герой мучается сомнениями, напоминающими гамлетовскую проблему. Его обожаемая подружка в буквальном смысле тащит мелкими шажками парня к алтарю, и чем больше и активнее это делает, тем меньше он этого хочет. И кажется уже, что к браку он не готов.

Всё это очень напоминает покупку кота в мешке. Чтобы разобраться в сложившейся ситуации, герой обращается к своим друзьям — уж кто-кто, а они дадут дельный совет. Например, присмотреться к девушкам, его окружающим, и сделать нужное сравнение. Как оказалось, таких «котов в мешке» целых несколько!

## В ролях
| Актёр            | Роль          |
| ---------------- | ------------- |
| Джерри О’Коннелл | Дэвид Коллинз |
| Бриджитт Уилсон  | Сара          |
| Райан Рейнольдс  | Майк Хэнсон   |
| Билл Беллами     | Джонеси       |
| Алисса Милано    | Эми           |
| Джон Тенни       | Эндрю Хан     |
| Аннабет Гиш      | Николь        |
| Рон Ливингстон   | Тайлер Картер |
| Эринн Бартлетт   | Джули Мэдисон |
| Скарлет Чорват   | Кэти Мэдисон  |
| Алиша Риктер     | Лора          |